# Metropolregion Dalton
Die Metropolregion Dalton (engl.: Dalton metropolitan area) ist eine Metropolregion im Nordwesten des US-Bundesstaates Georgia. Sie stellt eine durch das Office of Management and Budget definierte Metropolitan Statistical Area (MSA) dar und umfasst die Countys Murray und Whitfield. Den Mittelpunkt des Verdichtungsgebietes stellt die Stadt Dalton dar.
Zum Zeitpunkt der Volkszählung von 2020 hatte das Gebiet 142.837 Einwohner.